# Guardavía

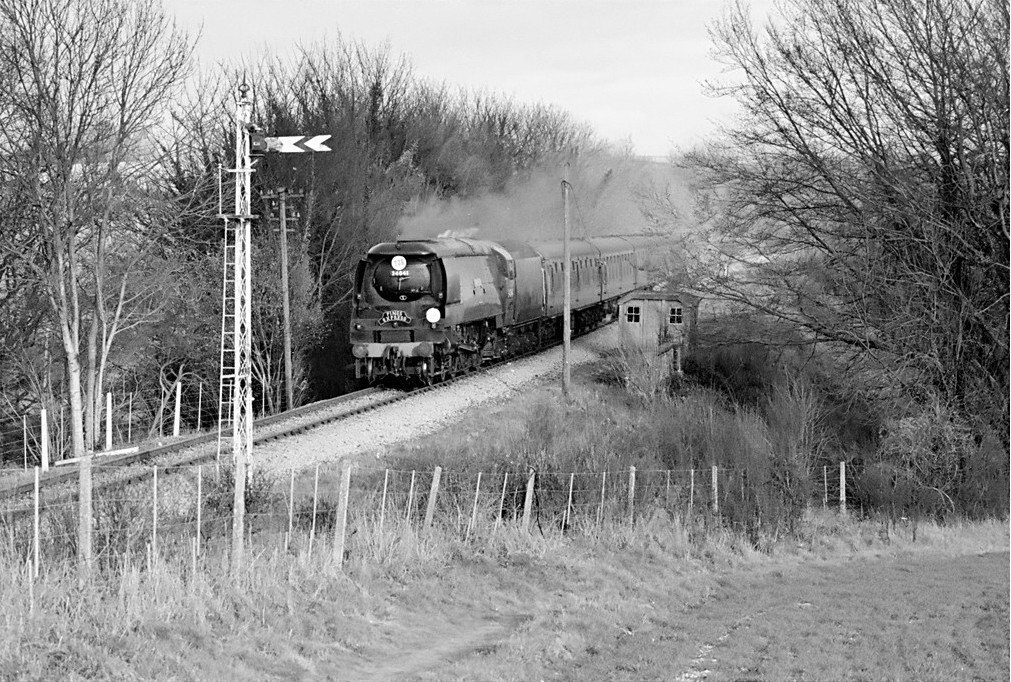
Cabaña de guardavía en el Reino Unido

El guardavía es un empleado que está al cuidado de la vía en una empresa de ferrocarril. 
Tiene a su cargo un trozo o sección de la misma que debe vigilar constantemente reparando los pequeños desperfectos que note y dando parte a sus superiores de los que por sí no pueda remediar. En caso de que el desperfecto pudiese dar lugar a accidente, debe hacer la señal de alto a distancia conveniente. 
Existen guardavías de día y guardavías de noche.